# Wappen von South Australia
Das Wappen von South Australia, einem Bundesstaat Australiens, ist ein blauer Wappenschild mit goldenen Siegel, in dem ein natürlich gefärbter Flötenvogel (ein australischer Piping Shrike) mit ausgebreiteten Flügeln auf einem schwarzen Ast sitzt.
Über dem Schild schwebt ein gold-rot-schwarzer Crest mit vier grünen Pflanzenstielen und roten Blüten der Wüstenerbse (Swainsona formosa).
Auf dem grünen Postament sind ungeordnet Stängel von Weizen, Gerste, Obst und Citrus verstreut Zwei Zahnräder und eine Bergwerkspicke liegen links.
Unter den Schild die Worte in schwarzen Majuskeln „South Australia“.

## Symbolik
Die aufgehende Sonne wird durch das goldene Siegel symbolisiert.
Das Wappen wurde in einer Proklamation am 19. April 1984 erneuert und war der Ersatz für das im Jahr 1936 von König Eduard VIII. verliehene.